# Ana Obregón
Ana Victoria García Obregón, más conocida como Ana Obregón (Madrid, 18 de marzo de 1955), es una actriz, presentadora, modelo, guionista y bióloga española conocida en el ámbito de la televisión, tanto en series de ficción como en programas y concursos televisivos especialmente en los años 1990 y 2000. Es, además, un personaje recurrente en la prensa rosa española.
A lo largo de su carrera ha protagonizado éxitos televisivos, especialmente el programa ¿Qué apostamos? (que presentó con Ramón García, con quien formó un conocido tándem televisivo) y las comedias para televisión A las once en casa y Ana y los siete.

## Biografía
Hija de Antonio García Fernández (18 de febrero de 1926-16 de septiembre de 2022) y Ana María Obregón Navarro (8 de junio de 1931-21 de mayo de 2021), de pequeña estudió ballet clásico y piano. Años más tarde afirma que se licenció en Ciencias Biológicas por la Universidad Complutense de Madrid, aunque en diversas polémicas sobre el tema al respecto de dicho título, nunca lo mostró del todo, solo fragmentos de certificados, así que se desconoce si realmente terminó la licenciatura.
Debutó en el cine en 1979 y mantuvo una incipiente trayectoria filmográfica con varias películas de mediana resonancia a nivel nacional, por lo general de destape o acción rodadas en su mayor parte en España y algunas en otros países como Francia, Estados Unidos e Italia. 
Entre ellas destacan Tres mujeres de hoy (con Norma Duval) y Bolero (1984), con Bo Derek, Andrea Occhipinti, George Kennedy y Mirta Miller. Esta comedia erótica dirigida por John Derek fue estrenada en más de 1000 salas en Estados Unidos, alcanzando el n.º 3 de la taquilla.
Tras actuar en diversas películas decidió continuar su carrera artística en Estados Unidos, donde realizó una intervención en un doble capítulo de la serie estadounidense El Equipo A, en 1985. Durante su estancia en América sufrió un robo en su casa y fue alojada temporalmente en la vivienda de su amigo Julio Iglesias. Regresó a España y participó en la comedia La vida alegre (1987) de Fernando Colomo. Años después intervendría en La mirada del otro de Vicente Aranda.
A mediados de la década de 1980 empezó a espaciar su actividad cinematográfica para intensificar sus apariciones en televisión, participando en el programa Esta noche, Pedro (1986), del cómico Pedro Ruiz, donde participó en una parodia de los informativos en la que además colaboró José Luis Coll. También ejerció como guionista, empresaria y se dedicó a la gestión de la empresa constructora que posee su familia. A medida que creció su éxito en televisión, lo hizo también en la llamada "prensa rosa", especialmente por su relación con Alessandro Lecquio y diferentes polémicas con la modelo italiana Antonia Dell’Atte. También por su posterior relación con el futbolista croata Davor Suker. Más tarde llegaría a polemizar con Victoria Beckham cuando la diseñadora residió en Madrid. Fueron también conocidos sus "posados" de verano en la playa. Con Lecquio tuvo un hijo, Álex, quien falleció en 2020 a los 27 años a causa de un sarcoma de Ewing.

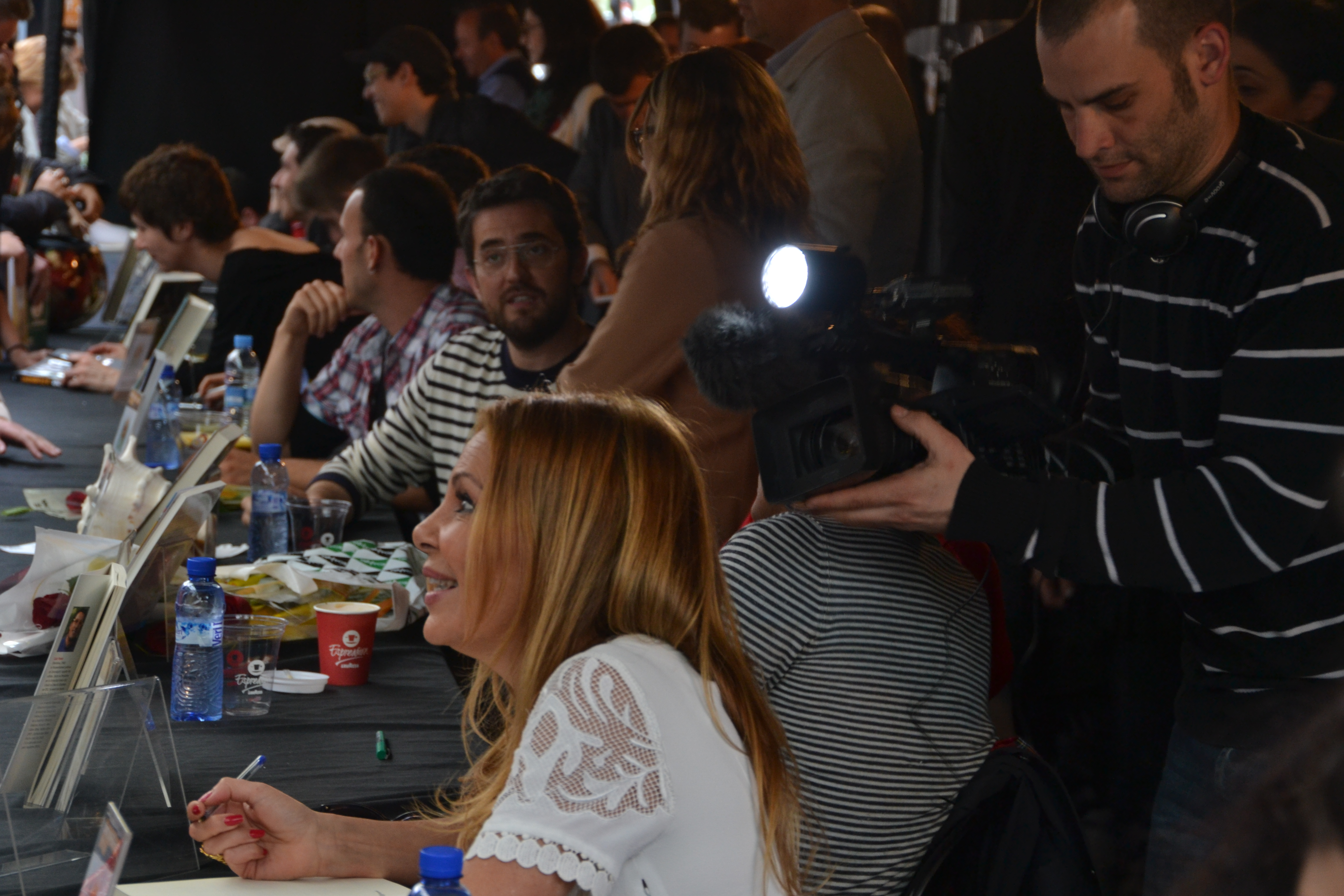
Ana durante Sant Jordi en 2012.

En España ejerció como presentadora de televisión en concursos como ¿Qué apostamos? junto a Ramón García. Este se convirtió en uno de los programas de mayor audiencia de la historia de la televisión en España. Con García, a quien Ana llamaba cariñosamente "Ramonchu", llegó a formar una de las parejas televisivas más reconocidas del momento e incluso grabaron un disco de estudio. Esto hizo que en los años 90 presentase numerosas galas y programas especiales, especialmente en Televisión Española, como Yo fui a Eurovisión (1998), Gala TP de Oro, Festival de Benidorm, etc.
En 1994 retransmitió las campanadas de fin de año para TVE, repitiendo en 1995, 2004, 2020 y 2022.
En marzo de 2002 estrenó en TVE la serie Ana y los 7, donde era la guionista y la protagonista de la misma interpretando el papel de una estríper. Alcanzó gran éxito de audiencia, sumando un total de 91 episodios en cinco temporadas, y se vendieron los derechos para una versión en Portugal.
El 20 de septiembre de 2006 estrena en Antena 3 la serie Ellas y el sexo débil, versión española de la serie Sexo en Nueva York, que no remontó el éxito de la anterior.
En el último trimestre de 2008 participó como concursante en el programa ¡Mira quién baila! de TVE. En los años siguientes aparece varias veces como invitada en programas como Sálvame Deluxe, Más allá de la vida, Hay una cosa que te quiero decir, Entrevista a la Carta o Mi casa es la tuya.
En 2012 presentó en TVE Reyes y estrellas. En los últimos años ha participado como invitada en numerosos programas de televisión tanto en España como en Estados Unidos, donde ejerció como reportera en la Miami Fashion Week entrevistando a numerosas celebridades. En 2019 participó en el conocido concurso Masterchef Celebrity. En 2016 se estrenó el programa Algo pasa con Ana en DKiss, presentado por Obregón.
En 2015 comenzó una carrera en el teatro con la comedia Sofocos Plus, donde compartió escenario con Teté Delgado, Fabiola Toledo y Elisa Matilla.
En el cine, interpretó el papel de Reina Loba en la película Santiago Apóstol.
En noviembre de 2020 se anunció que volvería a presentar las Campanadas de TVE, labor que llevó a cabo junto a Anne Igartiburu en el contexto de la pandemia mundial por la COVID-19 y tras el fallecimiento de su hijo.
En 2021 ha sido reconocida con el Premio Yago de honor, unos galardones que reconocen a los profesionales del cine español olvidados por los Goya y que fueron creados por Santiago Alverú, colaborador de Cinemanía.
En 2022 se anunció que volvería a presentar las Campanadas de TVE, labor que llevó a cabo junto a Los Morancos.
El 20 de marzo de 2023, Ana fue madre de una niña, a la que llamó Ana Sandra, mediante un vientre de alquiler, en el Memorial Regional Hospital de Miami, y se convirtió, así, en madre por segunda vez, a los 68 años. Sin embargo, aunque legalmente sea la madre de esta niña, ella confesó que fue fecundada con esperma congelado de su hijo fallecido, lo que quiere decir que, en realidad, biologicamente, es la abuela de Ana Sandra.
En 2024 participó en el concurso de televisión de Antena 3 Mask Singer: adivina quién canta, bajo la máscara de Palomitas.

## Filmografía

### Películas
| Películas | Películas                            | Películas                   | Películas |
| Año       | Título                               | Personaje                   |           |
| --------- | ------------------------------------ | --------------------------- | --------- |
| 1979      | Cuba                                 | Mujer                       |           |
| 1980      | Me olvidé de vivir                   | Fotógrafa                   |           |
| 1980      | Tres mujeres de hoy                  | Victoria                    |           |
| 1980      | Hijos de papá                        | Amparito                    |           |
| 1980      | Otra vez adiós                       | Ana                         |           |
| 1981      | Carrera Salvaje                      | Janice                      |           |
| 1981      | Misterio en la isla de los monstruos | Meg Hollaney / Meg Calderón |           |
| 1981      | Belles, blondes et bronzées          | Modelo                      |           |
| 1982      | Corazón de papel                     | Julia                       |           |
| 1982      | Regreso al más allá                  | Nora                        |           |
| 1982      | Fredy, el croupier                   | Sonia                       |           |
| 1983      | El tesoro de las 4 coronas           | Liz                         |           |
| 1983      | Una pequeña movida                   | Anita                       |           |
| 1984      | Bolero                               | Catalina                    |           |
| 1984      | Goma-2                               | Elisa                       |           |
| 1987      | Policía                              | Luisa                       |           |
| 1987      | La vida alegre                       | Carolina                    |           |
| 1987      | El gran Serafín                      | Hilda                       |           |
| 1988      | Sinatra                              | Isabel                      |           |
| 1988      | Juegos prohibidos de una dama        | Chica                       |           |
| 1988      | Tutta colpa della SIP                | Lilli Lamberti              |           |
| 1988      | Sound                                | Lidia                       |           |
| 1991      | ¿Lo sabe el ministro?                | Marta Figueras              |           |
| 1995      | La noche de Lina                     | Coco Dario                  |           |
| 1996      | Calor... y celos                     | Laura                       |           |
| 1998      | La mirada del otro                   | Marian                      |           |
| 2004      | Escuela de seducción                 | Ana Obregón                 |           |
| 2011      | Torrente 4                           | Viuda                       |           |
| 2016      | Santiago Apóstol                     | Reina Loba                  |           |
| 2017      | El secreto del retrato               | Stella                      |           |

### Series de televisión
| 1983      | Las pícaras                         | Justina            |
| 1983      | Anillos de oro                      | Rosa               |
| 1984-1985 | Hospital General                    | Anita              |
| 1986      | Vendetta                            | Inmacolatta        |
| 1986      | El Equipo A                         | Marta              |
| 1987      | Who's the Boss?                     | Ana                |
| 1988      | El secreto del Sáhara               | Tamameth           |
| 1990      | La mujer de tu vida                 | Alicia             |
| 1993      | Farmacia de guardia                 | Sor Aleluya        |
| 1995      | Juntas, pero no revueltas           | Olga               |
| 1995-1996 | La Revista                          | Anita              |
| 1996-1997 | Hostal Royal Manzanares             | Sonsy              |
| 1997      | Entre Morancos y Omaítas            | Pescadera          |
| 1997      | Blasco Ibáñez, la novela de su vida | Chita              |
| 1998      | Wind on Water                       | María              |
| 1998-1999 | A las once en casa                  | Paula              |
| 2000-2001 | ¡Ala... Dina!                       | Gina               |
| 2001      | Agente 700                          | Katrina            |
| 2002-2005 | Ana y los 7                         | Ana García Palermo |
| 2006      | Ellas y el sexo débil               | Carla de Viñacorta |
| 2008      | Hospital Central                    | Celia Tabernero    |
| 2018      | Paquita Salas                       | Ella misma         |

### Programas de televisión
| 1984-1998          | Especiales Nochevieja               |
| 1986               | Esta noche... Pedro                 |
| 1991               | Caliente                            |
| 1993-1998          | ¿Qué apostamos?                     |
| 1997               | Gracias por todo                    |
| 2000               | El patito feo                       |
| 2002               | El verano ya llegó                  |
| 2008               | ¡Mira quién baila!                  |
| 2012               | Reyes y estrellas                   |
| 2012               | Gala Drag Queen Carnaval Las Palmas |
| 2014               | Sábado sensacional                  |
| 2016               | Algo pasa con Ana                   |
| 2018               | Ven a cenar conmigo                 |
| 2019               | Masterchef Celebrity                |
| 2021; 2023-2024    | Mask Singer: Adivina quién canta    |
| 2024 - actualmente | Y ahora Sonsoles                    |

### Teatro
| Obras de teatro | Obras de teatro      | Obras de teatro | Obras de teatro |
| Año             | Título               | Personaje       |                 |
| --------------- | -------------------- | --------------- | --------------- |
| 2015-2016       | Sofocos plus         | Ana Obregón     |                 |
| 2017            | El contador del amor | Diana           |                 |

## Trabajos publicados
- El chico de las musarañas (Ed. Harper Collins, 2023) -con Aless Lequio- ISBN 9788491399049